# Дзанелла, Джакомо
Джакомо Дзане́лла (итал. Giacomo Zanella; 9 сентября 1820, Кьямпо, — 17 мая 1888, Монтичелло-Конте-Отто) — итальянский лирик и историк литературы.
Был профессором философии в Венеции и в Падуе. Сюжетами его изящно написанных стихотворений часто служила наука и её практическое применение, как, например, в известном стихотворении «La conchiglia fossile».
Напечатал: «Versi» (1868); «Il piccolo Calabrese» (1870); «Poesie» (1877); «Nuove poesie» (1878); поэмы: «l’Astichello» и «Edvige» (1881), «Scritti vari» (1877); «Parallele letterarie» (1884); «Della letteratura italiana nell’ultimo secolo» (1885) и др.

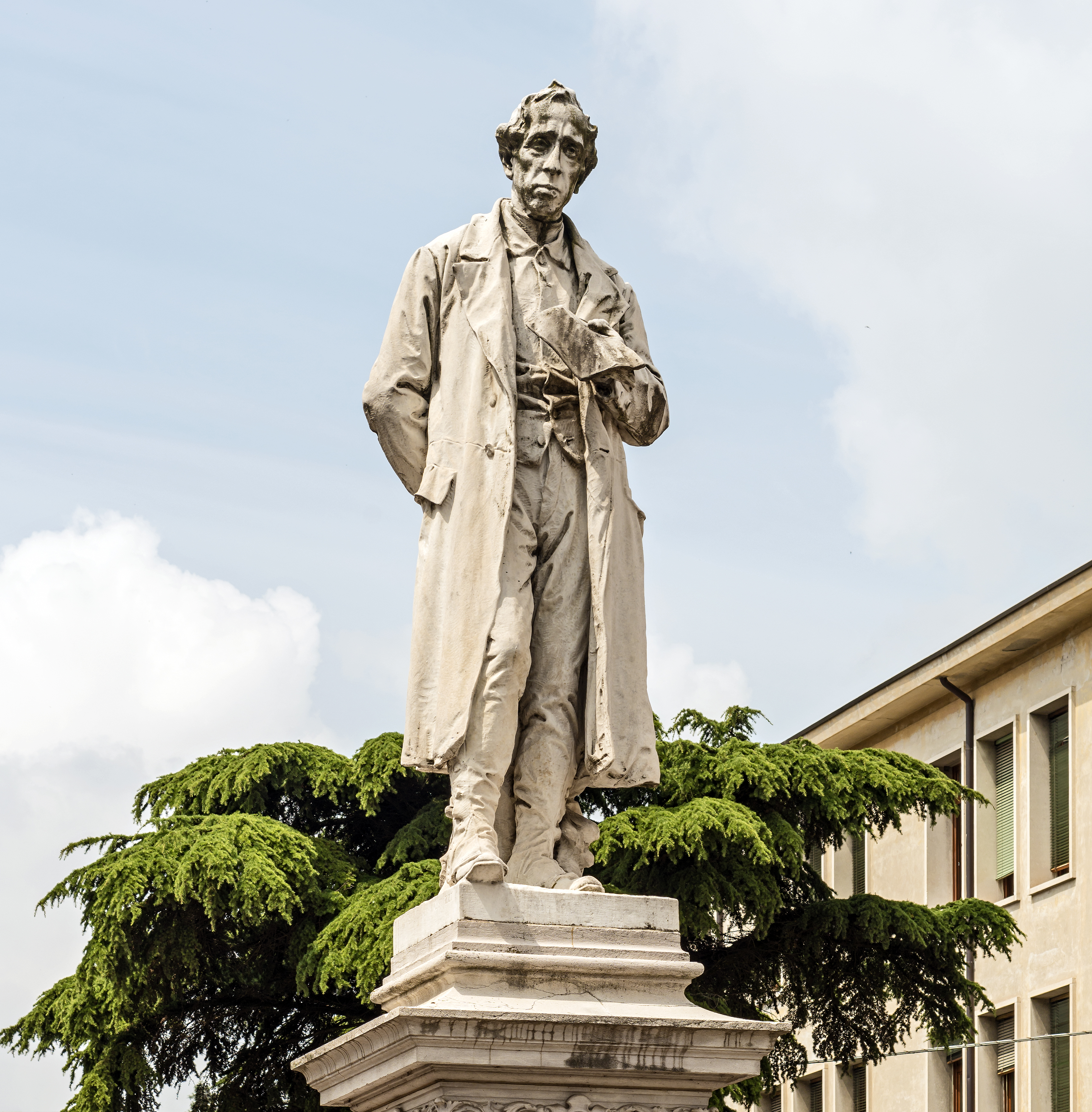
Памятник Виченца.

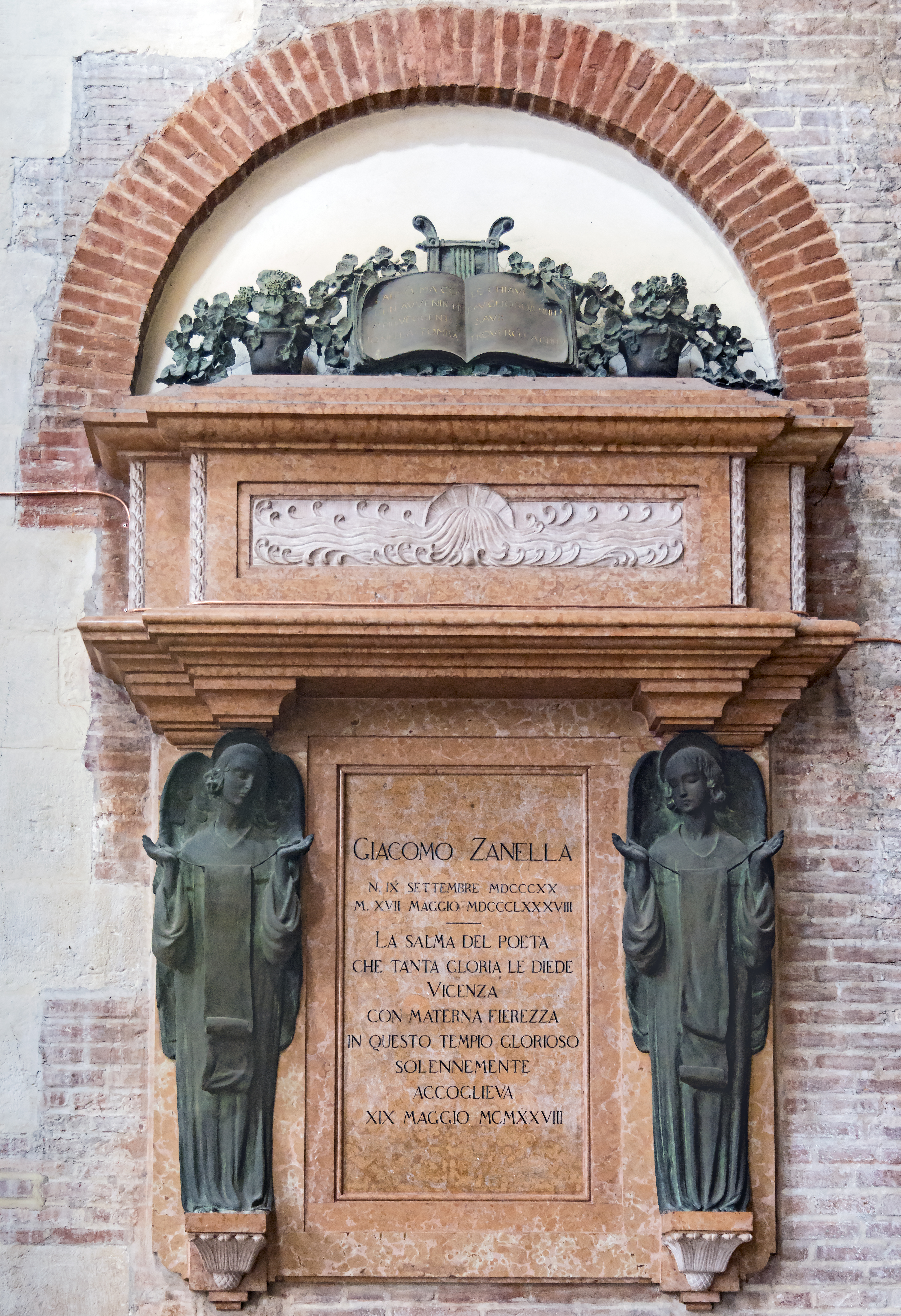
Памятник Джакомо Занелла